# Steven Curtis Chapman
Pour les articles homonymes, voir Chapman.
Steven Curtis Chapman, né le 21 novembre 1962, est un musicien chrétien évangélique. Il est né à Paducah (Kentucky, États-Unis). Il vit avec sa femme, Mary Beth, et leurs 6 enfants à Nashville (Tennessee, États-Unis).

## Biographie
Steven Curtis Chapman est né le 21 novembre 1962 à Paducah (Kentucky) .  Il a commencé le chant dans son jeune âge, puis il a dirigé une chorale. 

### Carrière
Il a signé avec le label Sparrow Records et a sorti son premier album First Hand en 1987. En 1992, il a sorti l’album The Great Adventure qui a été certifié album or avec 500,000 copies vendues.  En 2017, il avait vendu 11 millions d’albums.

## Vie privée
En 2008, après qu’une de ses filles adoptées, Maria, est décédée après un accident de voiture, il a lancé le projet Maria's Big House of Hope, un centre de soins médicaux pour les orphelins en Chine.

## Discographie
- Real Life Conversations (1987)
- First Hand (1988)
- More to This Life (1989)
- For the Sake of the Call (1990)
- The Great Adventure (1992)
- The Live Adventure (1993)
- Heaven in the Real World (1994)
- The Music of Christmas (1995)
- Signs of Life (1996)
- Greatest Hits (1997)
- Speechless (1999)
- Declaration (2001)
- All About Love (2003)
- Christmas is all in the Heart (2003)
- All Things New (2004)
- The Abbey Road Sessions (2005)
- All I Really Want for Christmas  (2005)
- Musical Blessings (2006)
- Now & Then (2006)
- This Moment (2007)
- Beauty Will Rise (2009)
- re:creation (2011)
- #1's, Vol. 1 (2012)
- JOY (2012)
- #1's, Vol. 2 (2013)
- Deep Roots (2013)
- Icon (2013)
- The Glorious Unfolding (2013)
- The Ultimate Collection (2014)
- Worship and Believe (2016)

## Récompenses
En 2011, il a reçu un doctorat honorifique en musique de l'Université d'Anderson.
Au cours de sa carrière, il a reçu 5 Grammy Awards  et 55 Dove Awards.